# Ixias undatus
Ixias undatus is een vlindersoort uit de familie van de Pieridae (witjes), onderfamilie Pierinae.
Ixias undatus werd in 1871 beschreven door Butler.